# El rey del Once
El rey del Once es una comedia dramática argentina escrita, producida y dirigida por Daniel Burman y  protagonizada por Alan Sabbagh y Julieta Zylberberg. Se estrenó el 11 de febrero de 2016.

## Reparto
- Alan Sabbagh como Ariel.
- Julieta Zylberberg como Eva.
- Elvira Onetto como Susy.
- Adrián Stoppelman como Mamuñe.
- Dan Breitman como Mumi Singer.
- Elisa Carricajo como Mónica.
- Gabriel Pokster como el mashgiaj.